# Эпидемия (группа)
«Эпиде́мия» — российская пауэр-метал-группа, основанная в 1995 году гитаристом Юрием Мелисовым. Наиболее известна серией метал-опер по единой вселенной в духе высокого фэнтези, начатой в 2004 году оперой «Эльфийская рукопись». Лауреат XVI ежегодной национальной музыкальной премии «Чартова дюжина» в номинации Группа.
В музыке группы ощутимо влияние таких коллективов, как Blind Guardian, Helloween, Gamma Ray и Iron Maiden; тематика лирики в основном связана с фэнтези — с творчеством Маргарет Уэйс и Трейси Хикмена, Майкла Муркока, Джона Р. Р. Толкина и других писателей жанра. Название группы связано с фильмом «Эпидемия». Логотип группы нарисован художником Lee Nicholson. Группа выступала на крупнейших рок-фестивалях страны (в том числе «Крылья» и «Нашествие»).

## История

### Предыстория (1993—1995)
Группа была основана гитаристом Юрием Мелисовым. Первые попытки организовать группу Юрий предпринял ещё в 1993 году, репетируя с тогда ещё безымянным коллективом, но полноценный состав был собран только два года спустя. В 1995 году ещё безымянным коллективом был записан демоальбом «Феникс» с вокалом Мелисова. Уже этот дебютный материал вышел на известном лейбле Moroz Records. По словам тогдашнего ударника группы Андрея Лаптева, в то время никакого договора с лейблом на выпуск альбомов ещё не было, и участникам пришлось заплатить собственные деньги для того, чтобы их издали под маркой этого лейбла.

### Рождение группы. Первые альбомы (1995—1999)
С 1995 года группа собралась и получила название — «Эпидемия». Первый концерт группы состоялся 20 декабря 1995 года в ДК МЭИ. Именно этот день считается официальной отправной точкой в истории коллектива. Для записи первого альбома к группе присоединились вокалист Павел Окунев и гитарист Роман Захаров, ставший вторым композитором группы. Дебютный мини-альбом «Воля к жизни» (1998) состоял всего из пяти композиций, но уже на следующий год группа выпускает первый полноценный альбом «На краю времени». Состав, принимавший участие в его записи, состоял из Юрия Мелисова (гитара), Романа Захарова (гитара), Павла Окунева (вокал), Ильи Князева (бас-гитара) и Андрея Лаптева (ударные).

### Загадка волшебной страны (2000—2003)
В 2000 году Павел покидает «Эпидемию», чтобы заняться самостоятельным творчеством, и основывает группу «Арда». Его сменил Максим Самосват. Первый альбом с участием нового вокалиста, «Загадка волшебной страны», ставший вторым номерным диском группы, отличался большей мелодичностью и меньшим влиянием спид-метала. На балладу «Я молился на тебя» летом 2001 года был снят видеоклип, показанный по MTV Russia. Эпидемия попала в число номинантов MTV Europe Music Awards 2002 от России и попала в пятёрку победителей. Музыканты присутствовали в Барселоне на вручении этой престижной премии. В одном из шоу на MTV группа выступила совместно с легендарным Alice Cooper.
В 2001 году, после записи альбома «Загадка волшебной страны», группу покинул один из лидеров — Роман Захаров, которого сменил Павел Бушуев.
В конце 2002 года Андрей Лаптев покидает группу из-за разногласий с коллективом. Ему на замену приходит Евгений Лайков, а затем и Дмитрий Кривенков.

### Эльфийская рукопись (2004—2005)
С новым составом Ю. Мелисов начал реализовывать свою давнюю мечту — сюжетную метал-оперу. В его первоначальные планы входила постановка по мотивам книжного сериала Dragonlance, но в итоге был написан самостоятельный, хотя и похожий, сюжет. В записи концептуального альбома «Эльфийская рукопись» приняли участие музыканты из групп «Ария», «Arida Vortex», «Чёрный Обелиск», «Мастер», «Бони НЕМ» и «Легион». Презентация альбома совместно с группой «Ария» состоялась 13 февраля 2004 года перед шеститысячной публикой на фестивале «Пятница, 13-е». Популярность Эпидемии резко возрастает. Песня с альбома — «Пройди свой путь» на месяц заняла 1-е место в хит-параде Нашего Радио «Чартова Дюжина». Альбом стал третьим официальным релизом группы.
Вскоре из группы уходит второй гитарист Павел Бушуев. Его сменяет Илья Мамонтов.

### Жизнь в сумерках. Десятилетие. Хроники. (2005—2006)
В 2005 году группа выпустила альбом «Жизнь в сумерках», состоявший из перезаписанных в новом составе песен Мелисова с альбомов, предшествовавших «Эльфийской рукописи». На официальном сайте группы было проведено голосование среди фанатов, по итогам которого и были выбраны песни для перезаписи. Изменились аранжировки и вокальные партии, они стали разнообразнее и тяжелее. Вокальные партии Самосвата стали жёстче. Старые песни получили новое звучание, кое-где слегка поменялся текст. Альбом вызвал одобрение как новых, так и старых фанатов группы.
В этом же году группе исполнилось 10 лет. В коллективе появляется новый клавишник Дмитрий Иванов. Вскоре группу покидает басист Илья Князев, которого заменил молодой талантливый музыкант Иван Изотов.
В начале 2006 года вышел официальный mp3-сборник «Эпидемии» с релизами с 1998 по 2005 год. А уже в самом конце года — двойной концертный DVD «Хроники сумерек: 10 лет пути» (часть первая) и «Хроники сумерек: Эльфийская рукопись» (часть вторая) с концерта 2005 года, посвящённого 10-летию группы.

### Сказание на все времена (2007—2008)
В декабре 2007 года группа записывает продолжение своей метал-оперы: «Эльфийская рукопись: Сказание на все времена». Альбом стал четвёртой студийной работой коллектива. В записи снова приняли участие Артур Беркут, Андрей Лобашев, Дмитрий Борисенков и Кирилл Немоляев, а также новые участники: вокалист фолк-группы «Тролль гнёт ель» Константин Румянцев, экс-вокалист «Мастера» Михаил Серышев, экс-вокалист «Колизея» Евгений Егоров и вокалистка группы The Teachers, а также преподаватель вокала Екатерина Белоброва. Презентация альбома прошла в Лужниках 3 декабря 2007 года.
Осенью 2008 года «Эпидемия» объявила о начале сотрудничества с компанией «Yamaha» c контрактом на год. Впервые в России вся группа стала официальным эндорсером отдельной музыкальной компании, работая напрямую с брендом. Группа получила новые и лучшие инструменты компании Yamaha.

### Дорога домой. Сага о двух мирах. (2009—2010)
9 апреля 2009 года свет увидел первый сингл группы «Сумеречный ангел», состоящий из двух новых песен (одна из них исполнялась ранее вживую) и двух новых версий песни «Пройди свой путь» из альбома «Эльфийская рукопись». Сингл был выложен для бесплатного скачивания с официального сайта группы, а также вышел ограниченным тиражом на CD.
1 апреля 2010 года вышел пятый альбом «Дорога домой», записанный в Финляндии на студии «Sonic Pump» и в России на студии «Dreamport». Также в качестве бонус-трека на альбом вошли две старые песни, написанные ещё в 1994 году — «Феникс» и «Вернись».
29 сентября 2010 года группа объявила о том, что Иван Изотов покидает «Эпидемию», а его место занимает Илья Мамонтов, который ранее занимал место гитариста «Эпидемии». Место сессионного гитариста занимает Андрей Смирнов (Everlost), до объявления нового гитариста группы.
25 октября 2010 года группу покидает Максим Самосват, который пел в группе на протяжении 10 лет. Причиной стала усталость и эмоциональное выгорание Максима, который, по его словам, «перестал верить в то, что делает», устал от коллег и от музыки «Эпидемии». Он выступил в последний раз с «Эпидемией», как и Иван Изотов, на концертах 10 и 11 декабря 2010 года, посвящённых 15-летию группы.
14 декабря 2010 года группа объявила, что новым вокалистом становится Евгений Егоров, который на протяжении трёх лет пел в группе «Колизей», а также участвовал в записи метал-оперы «Эльфийская рукопись: Сказание на все времена», где исполнил роль золотого дракона Гилтиаса.
16 декабря 2010 года «Эпидемия» выпускает DVD «Эльфийская рукопись: Сага о двух мирах». В видео вошли обе постановки метал-оперы «Эльфийская рукопись» и «Эльфийская рукопись: Сказание на все времена», а также интервью у музыкантов и остальных участников проекта, где рассказывается история создания метал-оперы.
20 декабря 2010 года к группе в качестве второго гитариста присоединяется Дмитрий Процко, один из основателей и гитарист группы «Арда» на протяжении 8 лет.

### Новый путь. Пятнадцатилетие (2010—2013)
26 февраля 2011 года группа отправилась в большое турне, посвящённое 15-летию группы. Данное турне стало первым с участием Евгения Егорова. 29 мая 2011 года состоялся акустический концерт группы, на котором производилась съёмка DVD.
1 сентября 2011 года «Эпидемия» объявила о готовящемся ремиксовом альбоме-сборнике «Всадник из льда».
24 декабря 2011 года в Муз-Торге состоялась автограф-сессия, приуроченная к выходу альбома «Всадник из льда», также можно было купить этот альбом. 25 декабря 2011 года состоялась презентация нового альбома в московском клубе «Milk Moscow». На сцену с группой «Эпидемия» должны были выйти коллеги по «Эльфийской Рукописи» Артур Беркут и Дмитрий Борисенков. Однако Беркут не появился на мероприятии.
25 мая 2012 года в городе Орле состоялся релиз нового DVD «В трезвучиях баллад…», который содержит в себе два диска: первый — видеоверсия акустического концерта, который прошёл 29 мая 2011 года, второй, соответственно, аудиоверсия. Особенностью данного диска является аранжировка песен — свои известные композиции группа исполнила в различных стилях мировой музыки. Так, например, песня «Жизнь в сумерках» исполнилась в стиле латин-рок, а композиция «Час испытания» — в стиле джаз.
Юрием Мелисовым было объявлено о записи новой метал-оперы по мотивам «Эльфийской Рукописи» — «Сокровище Энии», релиз которой был назначен на первую половину 2014 года.
В ноябре 2013 года в связи с участием Ильи Мамонтова в качестве гитариста в прощальном турне экс-вокалистов группы Iron Maiden Пола ди’Анно и Блейза Бейли на концертах «Эпидемии» вновь выступал Иван Изотов.

### Сокровище Энии (2014)
В апреле 2014 года состоялась презентация нового, шестого студийного, альбома группы — «Сокровище Энии», сюжет которого повествует об общей вселенной с «Эльфийской Рукописью».
26 апреля 2014 года на сцене московской концертной площадки Stadium Live состоялось постановочное live-шоу «Сокровище Энии».
Среди участников проекта отметились Алексей Горшенёв («Кукрыниксы»), Хелависа («Мельница»), Артур Беркут (экс-«Ария»), Пётр Елфимов, Михаил Серышев (экс-«Мастер»), Константин «Тролль» Румянцев («Тролль Гнёт Ель»), Мария «Scream» Архипова («Аркона») и Андрей Лобашёв («Arida Vortex», «Ольви»).

### Легенда Ксентарона (2018)
8 февраля 2018 года вышел новый, седьмой номерной, альбом. Сюжет развивает историю «Сокровищ Энии». Первая часть — приквел к предыдущему альбому, а вторая — сиквел.
Основной состав группы остался неизменным. С некоторыми из приглашённых вокалистов «Эпидемия» уже сотрудничала — вновь появились Дмитрий Борисенков, Кирилл Немоляев, Алексей Горшенёв, Пётр Елфимов и Хелависа, но появились и новые лица — Иван Ожогин, Дария «Нуки» Ставрович (гр. «Слот»), Николай «Док» Ерохин (Сказки Чёрного Города) и Елена Минина.
23 февраля 2018 года состоялась презентация альбома в Москве — красочное Live-шоу на всё той же площадке Stadium Live, включавшее также повторную постановку предыдущей оперы «Сокровище Энии». Данный концерт был записан и впоследствии выпущен 14 апреля 2019 года в формате DVD и Blue-ray под названием «Книга Золотого дракона».

### Призраки и тени (2021)
29 октября 2021 года состоялся релиз восьмого альбома.
15 декабря 2023 года коллектив выпустил кавер и клип на песню «Лесник» (1993) группы «Король и Шут» для вселенной «Смешариков», переработку текста песни сделал Даниил Новиков, а Михаил Черняк озвучил персонажа Пина из вселенной.

## Состав
- Евгений Егоров — вокал (с 2010)
- Юрий Мелисов — гитара (с момента основания), вокал (до 1995)
- Дмитрий Процко — гитара (с 2010)
- Илья Мамонтов — бас-гитара, акустическая гитара (с 2010), электрогитара (2004—2010)
- Дмитрий Кривенков — барабаны (с 2003)

### Бывшие участники
- Павел Окунев — вокал (1996—2000)
- Максим Самосват — вокал (2000—2010)
- Арам Оганесян — гитара (1993—1994)
- Андрей Манько — гитара (1995—1997)
- Роман Захаров — гитара (1997—2001)
- Павел Бушуев — гитара (2001—2004)
- Дмитрий Щербаков — бас-гитара (1993—1995)
- Артём Смирнов — бас-гитара (1995—1996)
- Николай Турунов — бас-гитара (1996—1998)
- Илья Князев — бас-гитара (1998—2005)
- Иван Изотов — бас-гитара (2005—2010, 2013)
- Любовь Назарова — клавишные (1998)
- Екатерина Усанова — клавишные (1999)
- Екатерина Гладкова — клавишные (1999)
- Олег Похвалин — клавишные (2000—2001)
- Роман Валерьев — клавишные (2001—2005)
- Дмитрий Иванов — клавишные, бэк-вокал (2005—2015) (умер  в 2025)
- Михаил Ельцов — ударные (1993—1994)
- Андрей Лаптев — ударные (1995—2002)
- Евгений Лайков — ударные (2002—2003)

## Другие проекты участников
- Дмитрий Кривенков играл на ударных в группах Легион (1994—2001), Archontes (2001—2006) и Харизма (2004—2005).
- Павел Окунев после ухода из «Эпидемии» основал группу «Арда». Выпустил с ней 4 альбома, 3 ЕР и множество синглов, и продолжает активную музыкальную деятельность. Юрий Мелисов принимал участие в записи первого альбома группы.
- Максим Самосват до 2006 года являлся вокалистом прогрессив-метал-группы «Mechanical Poet» и выпустил с ней два альбома. После ухода из «Эпидемии» только эпизодически выступал как вокалист: в песне «Дым» группы «Чёрный Обелиск» (2012), в проекте Forces United (2013) и на альбоме «Нет героев» группы Sunburst (2016). В дальнейшем Максим фактически прекратил певческую карьеру и занялся продюсированием и звукорежиссурой. Он объясняет это психологическим выгоранием, усталостью от выступлений и желанием сменить сферу деятельности[21].
- Роман Валерьев, клавишник, организовал группу Пилигрим (не путать с одноимённым проектом А. Ковалёва), а с 1 января 2007 года принял участие в группе «Колизей», где является также основным композитором. В 2013 году стал вторым гитаристом группы Коrsика.
- Роман Захаров в 2006 году стал гитаристом вновь воссозданной группы «Lady Prowler».[22]
- Андрей Лаптев после ухода из группы переквалифицировался в вокалиста. Он создал группу, которая поначалу оспаривала у Эпидемии права на название. В итоге группа Лаптева стала именоваться как «АлЭпидемия». В 2006 году Лаптев объявил, что собирается записать собственное продолжение «Эльфийской рукописи» с собственным составом. Однако, поскольку он не имел прав на это название, проект был переименован в «Битву богов», а выход отложен. В итоге в 2018 году новый коллектив «Laptev’s Epidemia» записал оперу «Затерянный храм Энии». В 2024 году коллектив попытался сменить название на «Эпидемия (Новый состав)», но в итоге из-за конфликта с основной группой взяли название «Лаптев». В марте 2025 года вышел второй альбом группы «За чертой», состоящий частично из новых песен и по большей части из перезаписанных песен «Эпидемии».
- Иван Изотов играл в группах «Коrsика», «Radio Чача», Manic Depression, Блондинка Ксю и Артерия.
- Евгений Егоров до «Эпидемии» был вокалистом группы «Колизей». Также является актёром театра Стаса Намина.[23] Один из исполнителей роли Рейстлина Маджере в мюзикле «Последнее Испытание»[24].
- Дмитрий Процко был гитаристом и соавтором нескольких композиций группы «Арда».
- Дмитрий Иванов, находясь в группе, параллельно был клавишником у певицы МакSим (2011–2013, ?—2025) и у певицы Анны Седоковой (2014–2015). После ухода из «Эпидемии» сотрудничал со Стасом Пьехой (2015–2017) и Стасом Михайловым (2017–2018). С мая 2022 года по апрель 2025 года являлся участником группы «Ленинград». 18 мая 2025 родственники Дмитрия сообщили о его смерти от инсульта после длительного нахождения в коме. Об этом сообщили музыканты "Эпидемии" в своём посте в официальной группе ВКонтакте

## Дискография

### Альбомы
- 1999 — На краю времени
- 2001 — Загадка волшебной страны
- 2004 — Эльфийская рукопись (метал-опера, концептуальный альбом)
- 2007 — Эльфийская рукопись: Сказание на все времена (метал-опера, концептуальный альбом)
- 2010 — Дорога домой
- 2014 — Сокровище Энии (метал-опера, концептуальный альбом)
- 2018 — Легенда Ксентарона (метал-опера, концептуальный альбом)
- 2021 — Призраки и Тени
- 2023 — Загадка Волшебной Страны (2023) (перезапись альбома 2001 года)

### Мини-альбомы
- 1998 — «Воля к жизни»

### Концертные альбомы
- 2012 — В трезвучиях баллад...
- 2015 — Дует ветер ледяной
- 2021 — Эльфийская рукопись навсегда

### Сборники
- 2005 — Жизнь в сумерках
- 2011 — Всадник из льда

### Демо-альбомы
- 1995 — «Феникс»

### Синглы
- 2009 — «Сумеречный ангел»
- 2010 — «Игра с огнём» (Ария Cover)
- 2016 — «Придумай светлый мир»
- 2019 — «Вне правил»
- 2020 — «Чеканной монетой» (Ведьмак Cover)
- 2021 — «Мёртвые звёзды» (Слот Cover)
- 2021 — «Паладин»
- 2021 — «Тёмный рыцарь»
- 2021 — «Edge of Night» (Pentakill Cover)
- 2021 — «El Jinete de hielo» (с исп. — «Всадник из льда»)
- 2022 — «Король лич» (feat. Теургия)
- 2023 — «Наваждение» (feat. Андрей Князев и Ростислав Колпаков)
- 2023 — «Лесник» (Король и Шут Cover) (feat. Смешарики)

### Видеоальбомы
- 2005 — Хроники сумерек: 10 лет пути
- 2006 — Хроники сумерек: Эльфийская рукопись
- 2010 — Эльфийская рукопись: Сага о двух мирах[25]

### Участие в трибьютах
- 2010 — A Tribute to Ария. XXV
- 2022 — СЛОТ XX TRIBUTE[26]

## Видеография
DVD
| Название                               | Режиссёр              | Год  |
| -------------------------------------- | --------------------- | ---- |
| Хроники сумерек: 10 лет пути           | Алексей Фетисов       | 2006 |
| Хроники сумерек: Эльфийская рукопись   | Алексей Фетисов       | 2006 |
| Эльфийская рукопись: Сага о двух мирах | Алексей Фетисов       | 2010 |
| В трезвучиях баллад...                 | Александр Прохорушкин | 2012 |
| Книга Золотого дракона                 | Станислав Денисов     | 2019 |

Видеоклипы
| Название               | Режиссёр            | Год  |
| ---------------------- | ------------------- | ---- |
| Звон монет             | Сергей Краусс       | 1999 |
| Living in Twilight     | Сергей Краусс       | 2001 |
| Я молился на тебя      | Сергей Краусс       | 2001 |
| Где Рождаются Рассветы | Александр Соломахин | 2015 |
| Выбор Есть!            | Александр Маков     | 2017 |
| Вне Правил             | Александр Маков     | 2019 |
| Чеканной монетой       | Павел Кочев         | 2020 |
| Темный Рыцарь          | Влад Ясинский       | 2021 |
| Edge of Night          | Александр Солдатов  | 2021 |
| Пустошь Смауга         | Влад Ясинский       | 2022 |
| Чёрный маг             | Александр Солдатов  | 2023 |

Примечания
1. ↑  Эпидемия - Encyclopaedia Metallum: The Metal Archives. Дата обращения: 25 сентября 2023. Архивировано 25 сентября 2023 года.
2. ↑  Как метал-оперы сделали Эпидемию популярной. Дата обращения: 25 сентября 2023. Архивировано 7 апреля 2023 года.
3. ↑  Юрий Мелисов (Эпидемия») о «Легенде Ксентарона» и русском рэпе. Дата обращения: 25 сентября 2023. Архивировано 25 сентября 2023 года.
4. 1 2 3  История группы на официальном сайте. Дата обращения: 15 мая 2010. Архивировано 14 апреля 2010 года.
5. ↑  Победители Чартовой Дюжины 2023 — НАШЕ Радио. www.nashe.ru. Дата обращения: 22 февраля 2023. Архивировано 1 апреля 2023 года.
6. ↑  «Комментарии к альбому 10 Лет Пути и Эльфийская рукопись (2 DVD, 2006)». Дата обращения: 22 июля 2011. Архивировано из оригинала 26 февраля 2011 года.
7. ↑  «Презентация Нового альбома Эльфийская рукопись: Сказания на все времена». Дата обращения: 29 августа 2009. Архивировано из оригинала 8 ноября 2011 года.
8. ↑  F.A.Q. Архивная копия от 27 августа 2013 на Wayback Machine — Форумы группы Эпидемия
9. ↑  Рассказ Юрия Мелисова, лидера группы "Эпидемия". Дата обращения: 29 августа 2023.
10. ↑  История группы Эпидемия. Дата обращения: 30 декабря 2015. Архивировано 20 января 2016 года.
11. ↑  Журнал «Dark City» ноябрь 2000 (пробный номер). Стр. 27
12. ↑  Интервью Юрия Мелисова. Дата обращения: 22 июля 2011. Архивировано из оригинала 29 августа 2009 года.
13. ↑  TotalMetal.net — Олег «Lemmy» Бочаров — «Эльфийское счастье». Дата обращения: 22 июля 2011. Архивировано из оригинала 25 июля 2011 года.
14. ↑  Сайт группы «Эпидемия». Дата обращения: 15 октября 2010. Архивировано 5 мая 2012 года.
15. ↑  В поисках титанов - Максим Самосват (ЭПИДЕМИЯ). От музыканта до звукорежиссера Архивная копия от 20 сентября 2021 на Wayback Machine - интервью с музыкантом
16. ↑  Евгений Егоров стал вокалистом Эпидемии. Дата обращения: 22 июля 2011. Архивировано 9 февраля 2012 года.
17. ↑  Дмитрий Процко новый гитарист Эпидемии. Дата обращения: 20 декабря 2010. Архивировано 13 апреля 2014 года.
18. ↑  Акустический Концерт — Съёмка DVD. Дата обращения: 5 июля 2013. Архивировано 13 апреля 2014 года.
19. ↑  Группа «Эпидемия» и «Смешарики» записали кавер на «Лесника» «Короля и Шута». Наше радио (15 декабря 2023). Дата обращения: 17 декабря 2023. Архивировано 17 декабря 2023 года.
20. ↑  Эпидемия, Смешарики — Лесник (Король и Шут cover). Смешарики (официальный ютуб-канал (15 декабря 2023). — автор переработки текста и актёр озвучивания Пина указаны в описании. Дата обращения: 17 декабря 2023. Архивировано 17 декабря 2023 года.
21. ↑  В поисках титанов — Максим Самосват (ЭПИДЕМИЯ). От музыканта до звукорежиссера Архивная копия от 20 сентября 2021 на Wayback Machine — интервью с музыкантом
22. ↑  Роман Захаров стал гитаристом «Lady Prowler». Дата обращения: 26 февраля 2011. Архивировано 3 марта 2010 года.
23. ↑  Егоров Евгений — Театр музыки и драмы Стаса Намина. Дата обращения: 22 июля 2011. Архивировано 8 августа 2011 года.
24. ↑  Последнее испытание. xn--80ahcbabtbuwedmiwhs5n.xn--p1ai. Дата обращения: 15 февраля 2019. Архивировано 21 января 2019 года.
25. ↑  ЭПИДЕМИЯ - Официальный сайт группы - Музыка - Эльфийская Рукопись - Сага о Двух Мирах. www.epidemia.ru. Дата обращения: 13 сентября 2022. Архивировано 13 сентября 2022 года.
26. ↑  «ЭПИДЕМИЯ» ЗАПИСАЛА КАВЕР НА ГРУППУ «СЛОТ». Нашерадио. 15 октября 2021. Архивировано 13 сентября 2022. Дата обращения: 13 сентября 2022.
27. 1 2 3  Форумы группы Эпидемия > Вопросы Юрию Мелисову (недоступная ссылка)
28. ↑  Эпидемия - Где Рождаются Рассветы (official video). Дата обращения: 3 декабря 2015. Архивировано 17 марта 2016 года.
29. 1 2  Эпидемия. Эпидемия - Выбор Есть! (official video - премьера). Дата обращения: 30 декабря 2018. Архивировано 22 августа 2019 года.